# Мецагосто (Месина)
Мецагосто је насеље у Италији у округу Месина, региону Сицилија.
Према процени из 2011. у насељу је живело 21 становника. Насеље се налази на надморској висини од 376 м.